# Alfa Romeo 33 Stradale
Alfa Romeo 33 Stradale — среднемоторный спортивный автомобиль, производившийся итальянской компанией Alfa Romeo, дорожная версия серии гоночных автомобилей Alfa Romeo Tipo 33. «Stradale» (что по-итальянски означает «дорожный») — наименование, которое часто использовалось итальянскими автопроизводителями для версий (зачастую, дефорсированных или сильно модифицированных) спортивных автомобилей, пригодных для использования на дорогах общего пользования. Автомобиль был представлен публике на выставке спортивных автомобилей в Монце, Италия, в сентябре 1967 года. Всего было построено 16 машин. Прототип (номер кузова 750.33.01) был продан частной Галерее Abarth в Японии, реплика Stradale с кузовом из магниевого сплава (номер кузова 105.33.12), построенная в конце 1970-х и пять концепт-каров сейчас принадлежат музею Alfa Romeo. В списке «100 самых сексуальных автомобилей всех времен» журнала Top Gear Alfa Romeo 33 Stradale была представлена на 15-м месте.
33 Stradale со сдвоенными передними фарами снималась в фильме «Прекрасный ноябрь»(итал. Un bellissimo novembre).

## Предшественники
Первая 33 Stradale, созданная в 1967, базировалась на основе гоночного автомобиля Autodelta Alfa Romeo Tipo 33. Дизайн автомобиля был создан Франко Скальоне, кузов производился Carrozzeria Marazzi; автомобиль дебютировал на автомобильной выставке в Турине в 1967 году.

## Цена
Alfa Romeo создала автомобиль для того, чтобы сделать некоторые из гоночных технологий доступными обычным покупателям. В 1968 году, когда автомобиль поступил в продажу, его цена (17 000 долларов США) была максимальной из всех продававшихся в тот год машин: средняя цена нового автомобиля тогда составляла 2822 доллара США. В Италии розничная цена 33 Stradale составляла 9 750 000 лир. Для сравнения, цена Lamborghini Miura была 7 700 000 лир, средняя зарплата рабочего — около 150 000 лир.

## Особенности
33 Stradale была первой серийной машиной с дверями типа «крылья бабочки». Также можно отметить боковые окна, которые, изгибаясь, заходили на крышу. Автомобиль имел алюминиевый кузов на пространственной раме из алюминиевых труб. Как следствие ручной сборки, все выпущенные экземпляры имеют различия друг от друга в деталях. Например, ранние машины имели сдвоенные фары головного освещения, которые позднее уступили место одиночным. Положение стеклоочистителя, и их количество — другой признак, позволяющий отличать различные экземпляры. Кроме того, на поздних версиях появились вентиляционные воздуховоды для охлаждения тормозов как за передними, так и за задними колёсами.
Двигатель с гоночной «родословной» не имел отношения к двигателям массовых автомобилей Alfa Romeo. Он был разработан гоночным инженером Карло Кити, диаметр цилиндра составлял 78 мм, ход поршня — 52,2 мм, оснащался системой смазки с сухим картером. Алюминиевый V8 объёмом 1995 см³ оснащался впрыском топлива SPICA, четырьмя катушками зажигания и 16 свечами. Система газораспределения имела четыре вала, приводимых цепью, максимальные обороты составляли 10 000 об./мин. Мощность двигателя — 230 л. с. (172 кВт) при 8800 об./мин. в дорожном и 270 л. с. (201 кВт) в гоночном исполнении. Степень сжатия — 10.5:1. Опять же, вследствие ручной сборки каждого экземпляра, мощность двигателя, обороты её достижения и другие характеристики менялись в зависимости от экземпляра. Например, первая серийная Stradale (№ 750.33.101) согласно заводским характеристикам имела мощность 243 л. с. (181 кВт) при 9400 об./мин. с «уличной» выхлопной системой и 254 л. с. (189 кВт) — с прямоточным выхлопом.
Коробка передач — шестиступенчатая Transaxle, разработанная Валерио Колотти(Valerio Colotti). Колёса — из магниевого сплава, диаметром 13”, производства Campagnolo, тормоза — дисковые, производства Girling, на всех колёсах. При диаметре колёс всего 13”, ширина передних колёс составляла 8”, задних — 9”. Подвеска, как было принято на гоночных автомобилях 1960-х годов, на двойных поперечных рычагах спереди и двойных продольных — сзади, со стабилизаторами поперечной устойчивости.
Несмотря на то, что 33 Stradale — дорожный автомобиль, некоторые его особенности, такие как отсутствующие дверные замки и очень маленький дорожный просвет, делают каждодневное использование затруднительным.

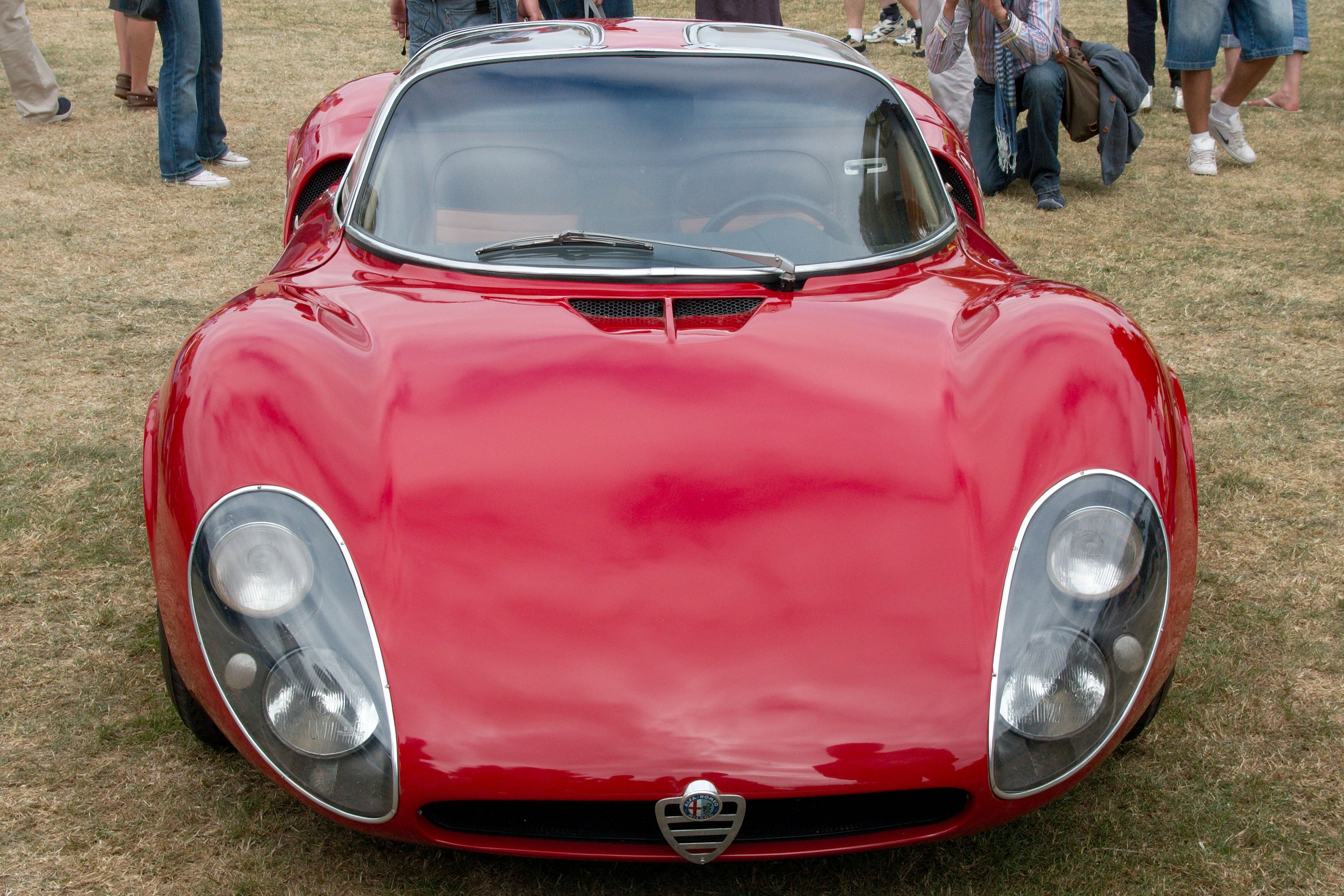
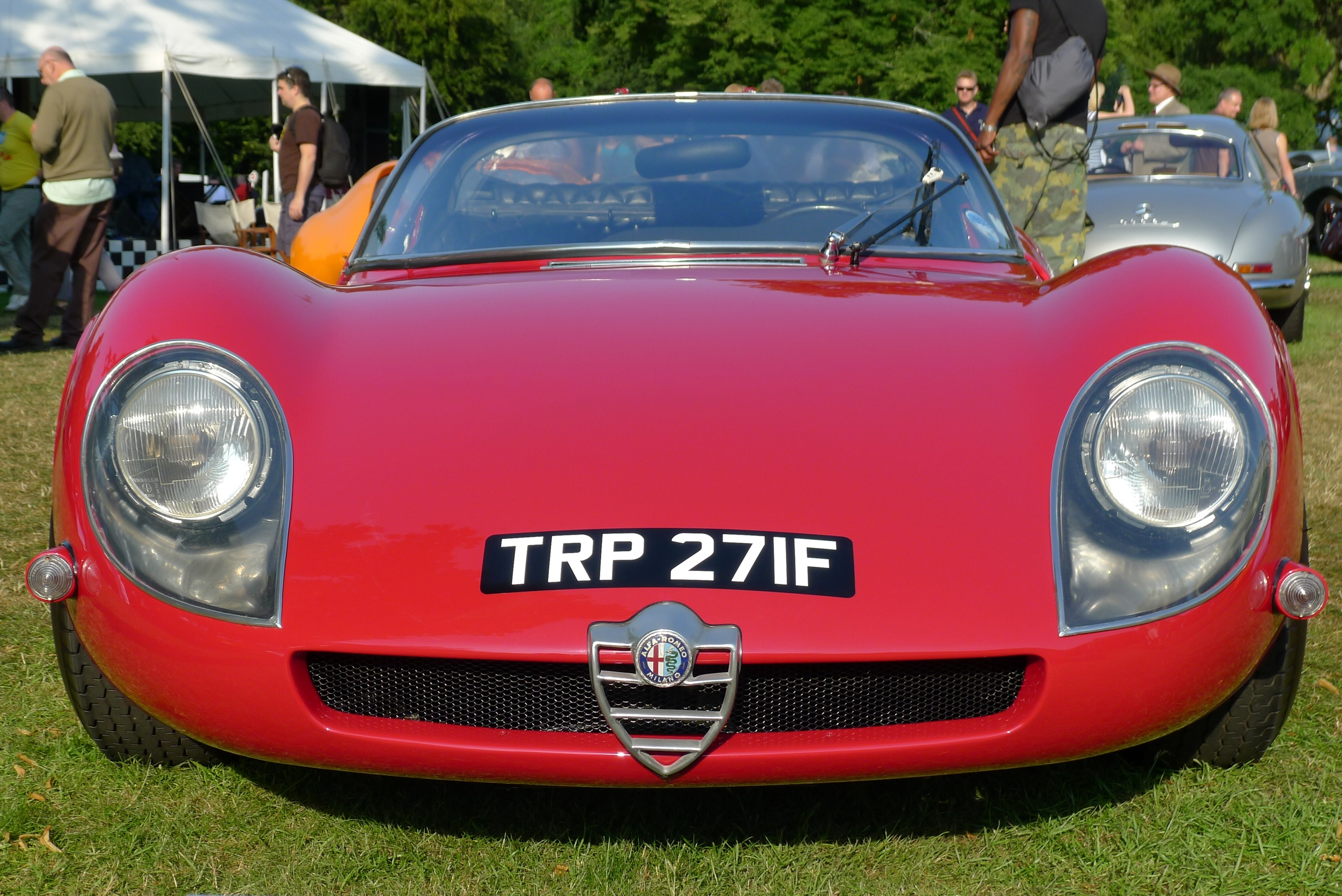
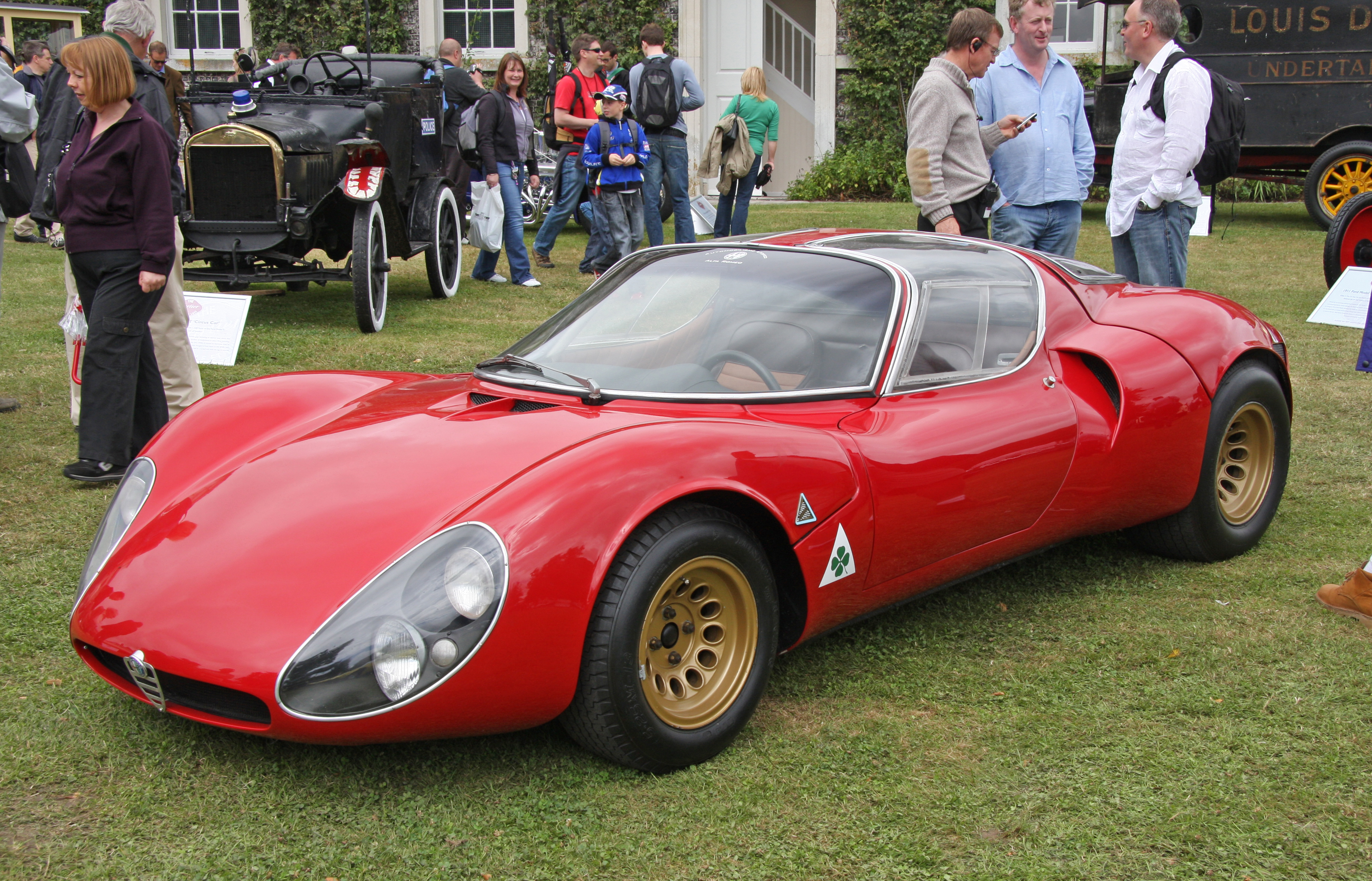
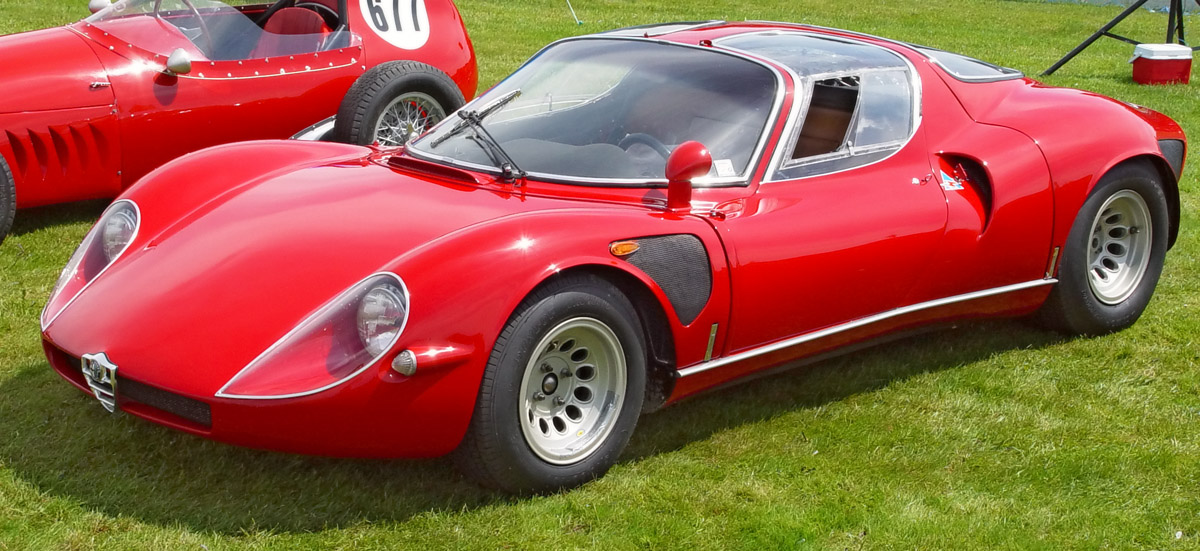

| Макс. скорость  | 260 км/ч                     |
| 0—97 км/ч       | 5,5 секунд                   |
| Тип             | 90° V8 DOHC                  |
| Объём           | 2,0 л. (1995 см³)            |
| Мощность        | 230 л. с. при 88000 об./мин. |
| Крутящий момент | 206 Н/м при 7000 об./мин.    |

## Динамические характеристики
Разгон до 96,6 км/ч с места составлял 5,5 с. Максимальная скорость — 260 км/ч. В 1968 году это был самый быстрый серийный автомобиль в части прохождения дистанции 1 км при старте с места: для этого требовалось 24 секунды, согласно измерениям немецкого журнала Auto, Motor und Sport. Автомобили со схожими динамическими характеристиками имели двигатели, превосходящими двигатель Alfa Romeo 33 Stradale по объёму примерно вдвое: Lamborghini Miura, Ferrari Daytona и Maserati Ghibli.

## Дизайн проекты
| Название                                               | Дизайнер            | Дебют                       | Изображение |
| ------------------------------------------------------ | ------------------- | --------------------------- | ----------- |
| Alfa Romeo Carabo                                      | Bertone             | 1968 Парижский автосалон    |             |
| Alfa Romeo P33 Roadster G.S. (позже переделан в Cuneo) | Pininfarina         | 1968 Туринский автосалон    |             |
| Alfa Romeo Iguana                                      | Italdesign Giugiaro | 1969 Туринский автосалон    |             |
| Alfa Romeo 33.2                                        | Pininfarina         | 1969 Парижский автосалон    |             |
| Alfa Romeo Cuneo                                       | Pininfarina         | 1971 Брюссельский автосалон |             |
| Alfa Romeo Navajo                                      | Bertone             | 1976 Женевский автосалон    |             |